# Eesti maavägi
Le forze terrestri estoni (in estone: Eesti Maavägi), ufficiosamente denominato esercito estone, è il nome delle forze terrestri unificate tra le Forze di difesa estoni dove ha un ruolo di formazione militare offensiva. Attualmente è la più grande arma militare estone con la dimensione media in tempo di pace di circa 6.000 soldati, coscritti e ufficiali.
Le priorità di sviluppo del Maavägi sono la capacità di partecipare a missioni al di fuori del territorio nazionale e la capacità di svolgere operazioni di protezione del territorio dell'Estonia, anche in collaborazione con gli alleati. La componente del Maavägi della struttura operativa è costituita da una brigata di fanteria e da una struttura per la sicurezza interna. Il gruppo tattico del battaglione di fanteria dispiegabile ed alcune unità CS e CSS schierabili saranno sviluppate nella struttura dell'esercito in conformità con i requisiti delle Proposte della forza della NATO. La brigata di fanteria fungerà da struttura di addestramento e supporto per le unità schierabili. Le unità della struttura della sicurezza interna avranno la capacità di svolgere compiti militari territoriali e supportare le strutture civili.
Le forze terrestri sono strutturate secondo il principio di una forza di riserva, il che significa che la parte principale delle forze di difesa dello stato sono unità in una riserva addestrata. Per uno Stato con poche risorse umane ed economiche, una forza di riserva basata sulla volontà di difesa dei cittadini è l'unica forma praticabile di difesa nazionale.
In tempo di pace i riservisti conducono una vita normale e lo stato si occupa della loro formazione e dell'approvvigionamento di attrezzature e armi. In tempo di guerra i riservisti sono mobilitati in unità militari. Le unità di riserva sono formate secondo il principio territoriale, ad es. i coscritti di un'area vengono arruolati contemporaneamente in un'unità e dopo il servizio vengono inviati alla riserva come un'unità. L'esercito estone è sempre in costante prontezza difensiva in cooperazione con gli altri servizi.

## Storia
La 1ª e la 2ª Divisione vennero create durante la guerra d'indipendenza estone; la 2ª Divisione tra il dicembre 1918 ed il gennaio 1919. Il Battaglione di esploratori fanteria singola venne formato il 21 dicembre 1918.
Il 21 novembre 1928 furono creati otto "battaglioni di fanteria singola". Lo scopo in tempo di pace di questi battaglioni era quello di addestrare i coscritti. In tempo di guerra il battaglione si sarebbe riorganizzato in un reggimento con un ordine di battaglia simile ai due reggimenti di forza di reazione iniziali che coprivano i confini orientali e meridionali. La forza di ogni battaglione in tempo di pace era di un totale di 237 soldati, in uno stato maggiore del reggimento, un plotone radio, un plotone del Genio, un plotone di sciatori-ciclisti, un plotone di costruzioni e tre compagnie di fanteria.
L'ordine di battaglia in tempo di guerra avrebbe trasformato il battaglione in un'unità delle dimensioni di un reggimento con lo stesso numero di unità e avrebbe incluso 3 battaglioni di fanteria, una compagnia radio, una compagnia del Genio, una compagnia sciatori-ciclisti, una compagnia di cavalleria, una compagnia di costruzioni, un comandante dei commando e un CB commando. In totale 3.153 uomini.
Il 2º Battaglione fanteria singola si trovava a Tartu; il 3º Battaglione fanteria singola si trovava a Valga; il 4° a Jõhvi; il 5° a Rakvere; il 6º Battaglione fanteria singola si trovava a Pärnu; l'8º Battaglione fanteria singola a Valga; il 9° a Pärnu; e il 10º Battaglione fanteria singola si trovava a Tallinn.
Il 1º febbraio 1940 ebbe luogo una riorganizzazione e venne creata una quarta divisione. Lo stato maggiore della 4ª Divisione aveva sede a Viljandi. La divisione era composta dal Distretto militare di Pärnu-Viljandi e dal Distretto militare di Valga. Il comandante della divisione era il colonnello Jaan Maide. Le quattro divisioni furono attive fino all'occupazione sovietica dell'Estonia.
Il 17 agosto 1940, dopo l'occupazione dell'Estonia da parte dei sovietici, a Tallinn venne formato il 22º Corpo di Fucilieri Territoriale dell'Armata Rossa. Esso venne creato come ente territoriale estone sulla base di unità militari e istituzioni dell'esercito estone. Tutti i soldati e gli ufficiali mantennero le uniformi dell'esercito estone del 1936, sulle quali erano cucite le insegne sovietiche. Il primo comandante del 22º Corpo di Fucilieri Territoriale era un ex maggiore generale dell'esercito estone, Gustav Jonson, che venne successivamente arrestato dal NKVD e fucilato. Inizialmente, la maggior parte dei posti di ufficiali del corpo erano occupati da ex ufficiali dell'esercito estone, ma entro la metà di giugno 1941 - anche prima dell'invasione tedesca dell'Unione Sovietica - la maggior parte di loro venne arrestata e sostituita da nuovi arrivati dal corpo ufficiali dell'Armata Rossa sovietica.
Molti degli ufficiali estoni del corpo del 22º Corpo dei Fucilieri Territoriali vennero arrestati e morirono nel 1941 e nel 1942 nei campi dell'Unione Sovietica; molti vennero fucilati. L'ex comandante della 180ª Divisione fucilieri, 22º Corpo, Richard Tomberg, sopravvisse dopo le dimissioni solo perché dal 1942 venne convocato dall'Accademia Militare Frunze come insegnante. Venne arrestato nel febbraio 1944 (venne liberato dal campo e riabilitato nel 1956). Alcuni ufficiali del 22º Corpo dei Fucilieri, tra cui Alfons Rebane, riuscirono a sfuggire alle autorità nel periodo compreso tra il congedo dell'esercito e il piano per il loro arresto. Qualcuno riuscì a fuggire all'estero, altri uscirono dal nascondiglio solo dopo l'arrivo delle truppe tedesche nel luglio e agosto 1941, alcuni di loro si offrirono volontari per le unità estoni che hanno combattuto a fianco della Germania nazista, o per arruolarsi nelle organizzazioni estoni controllate dalle autorità tedesche.
Il 22º Corpo Fucilieri Territoriale faceva parte dell'"armata operativa" durante la seconda guerra mondiale dal 22 giugno 1941 al 31 agosto 1941. Il 22 giugno 1941 il quartier generale del corpo era di stanza nel villaggio di Rev.

## Organizzazione

### Le unità militari

#### Squadra di fuoco e manovra
La squadra di fuoco e manovra (lahingpaar) è un'unità militare estone molto piccola guidata da un soldato che è subordinata ad una squadra di fuoco di fanteria. La squadra di fuoco e manovra è più grande di un singolo soldato ma più piccola di una squadra di fuoco (salk). È anche la formazione militare più piccola tra le unità di fanteria della forza terrestre estone.
Di solito è composta da due soldati. Una squadra di fuoco e manovra è guidata dal soldato più esperto della squadra.
Una squadra di fuoco e manovra deve operare su un campo di battaglia insieme ad altre squadre di fuoco e manovra su una scala non superiore a 20 x 50 metri. Non ci sono elementi di supporto logistico nella struttura di una squadra di fuoco e manovra.

#### Squadra di fuoco
Una squadra di fuoco (salk) è una piccola unità militare guidata da un soldato anziano che è subordinata ad una squadra di fanteria. Una squadra di fuoco è più grande di una squadra di fuoco e manovra (lahingpaar) ma più piccola di una squadra (jagu). È anche una delle più piccole formazioni militari tra le unità di fanteria della forza terrestre estone.
Di solito è composto da tre a cinque soldati e può essere ulteriormente suddiviso in squadre di fuoco e manovra. Una squadra è composta da due squadre di fuoco e manovra di due soldati ciascuna, oltre a un caposquadra (salgapealik) che di solito è un caporale (kapral).
Una squadra di fuoco deve operare su un campo di battaglia insieme ad altre squadre di fuoco su una scala non superiore a 50 x 100 metri. Non ci sono elementi di supporto logistico nella struttura di una squadra di fuoco.

#### Squadra
Una squadra (jagu) è una piccola unità militare guidata da un sottufficiale (NCO) che è subordinata ad un plotone di fanteria. Una squadra è più grande di una squadra di fuoco (salk) ma più piccola di un plotone (rühm). È anche una delle più piccole formazioni militari tra le unità di fanteria della forza terrestre estone.
Di solito è composta da sei a dieci soldati e può essere ulteriormente suddivisa in squadre di fuoco. Una squadra è composta da due squadre di cinque soldati ciascuna, oltre a un caposquadra (jaoülem; nella Lega di Difesa jaopealik) che di solito è un sergente (seersant). Il suo secondo in comando è conosciuto come sergente di squadra ('jaoülema abi; nella Lega di Difesa jaopealiku abi).
Una squadra deve operare su un campo di battaglia insieme ad altre squadre su una scala non superiore a 100 x 200 metri. Non ci sono elementi di supporto logistico nella struttura di una squadra. Il trasporto in formazione è solitamente costituito da un veicolo di trasporto tattico come il Mercedes-Benz Unimog 435.

#### Plotone
Un plotone (rühm) è una piccola unità militare guidata da un sottufficiale (NCO) che è subordinato ad una compagnia di fanteria. Un plotone è più grande di una squadra (jagu) ma più piccola di una compagnia (kompanii). È anche una delle più piccole formazioni militari tra le unità di fanteria della forza terrestre estone.
Di solito è composto da trenta a cinquanta soldati ed è ulteriormente suddiviso in squadre. Un plotone è composto da cinque squadre di dieci soldati ciascuna, oltre a un capoplotone (rühmaülem; nella Lega di Difesa rühmapealik) che è spesso un sottotenente (nooremleitnant). Il suo secondo in comando è noto come sergente di plotone (rühmaülema abi; nella Lega di Difesa rühmapealiku abi).
Un plotone deve operare su un campo di battaglia insieme ad altri plotoni su una scala terrestre non superiore a 300 × 400 metri. Non c'è alcun elemento di supporto logistico nella struttura di un plotone. Il trasporto in formazione è solitamente composto da tre a cinque veicoli di trasporto tattico come il Mercedes-Benz UNIMOG 435.

#### Compagnia
Una compagnia (Kompanii) è un'unità militare media guidata da un ufficiale subordinata ad un battaglione di fanteria. Una compagnia è più grande di un plotone (rühm) ma più piccola di un battaglione (pataljon). È una delle formazioni militari più elementari tra le unità di fanteria della forza terrestre estone.
Di solito è composta da 180 a 250 soldati ed è ulteriormente suddivisa in plotoni. Una compagnia è composta da cinque plotoni da trenta a cinquanta soldati ciascuno, oltre a un capo compagnia (kompaniiülem) che di solito è un capitano (kapten). Il suo secondo in comando è il tenente come assistente del battaglione (kompaniiülema abi).
Una compagnia è destinata ad operare su un campo di battaglia insieme ad altre compagnie su una scala territoriale non superiore a 500 x 500 metri. C'è un elemento di supporto logistico nella struttura di una compagnia che si basa su un plotone di riserva. Il trasporto in formazione è solitamente composto da venti veicoli di trasporto tattico come Mercedes-Benz Unimog 435.

#### Battaglione
Un battaglione (Pataljon) è un'unità militare media guidata da un alto ufficiale che è subordinato a una brigata di fanteria. Un battaglione è più grande di una compagnia (kompanii) ma più piccolo di una brigata (brigaad). È una delle formazioni militari più elementari tra le unità di fanteria della forza terrestre estone.
Di solito è composto da 900 a 1250 soldati, ed è ulteriormente suddiviso in compagnie. Un battaglione è composto da cinque compagnie da 180 a 250 soldati ciascuna, oltre a un capo battaglione (pataljoniülem) che di solito è un tenente colonnello (kolonelleitnant). Il suo secondo in comando è un colonnello come assistente del battaglione (pataljoniülema abi).
Un battaglione è destinato ad operare su un campo di battaglia insieme ad altri battaglioni su una scala terrestre non superiore a 1500 x 3000 metri. C'è un elemento di supporto logistico nella struttura di un battaglione che si basa su una compagnia di riserva. Il trasporto in formazione è solitamente costituito da 200 veicoli di trasporto tattico come Mercedes-Benz UNIMOG 435.

#### Brigata
Una brigata (brigaad) è comandata da un ufficiale anziano che è subordinata ad una divisione di fanteria. Una brigata è più grande di un battaglione (pataljon) ma più piccola di una divisione (diviis). Attualmente è la più grande struttura militare che la fanteria estone possa schierare.
Una brigata estone è composta da 5.000 a 8.750 soldati ed è suddivisa in battaglioni. Una brigata è composta da sette battaglioni da 900 a 1.250 soldati ciascuno, comandati da un capo brigata (brigaadiülem) che di solito è un colonnello (kolonel). Il suo secondo in comando è un maggiore.
In futuro una brigata opererà sul campo di battaglia insieme ad altre brigate su un settore non superiore a 10 x 15 chilometri. C'è un elemento di supporto logistico nella struttura di una brigata basata su un battaglione di riserva. La componente di trasporto di una brigata estone è costituita da circa 1.500 veicoli da trasporto tattico come il Mercedes-Benz UNIMOG 435.

#### Brigata di contea
Una brigata di contea o Malev è un'unità militare guidata da un alto ufficiale subordinata a una divisione di fanteria. Il termine malev è storico. Originariamente era basato sulla manodopera di una contea ed era guidato da un capocontea (vanem). Una malev è più grande di un battaglione (pataljon) e più piccola di una divisione (diviis). Era la più grande formazione militare tra le unità di fanteria della Lega di difesa estone.
Una malev è solitamente un sottocomponente di una divisione, un'unità più grande composta da due o più malevs; tuttavia, alcune brigate sono classificate come brigate separate e operano indipendentemente dalla struttura di divisione tradizionale. L'ufficiale comandante di una malev è comunemente un maggiore o un colonnello.
Una malev moderna è tipicamente composta da tre a cinque compagnie o battaglioni, a seconda dell'area e della manodopera disponibile di una data contea. Ogni malev può operare indipendentemente su un campo di battaglia che comprende un'area di 10 x 15 chilometri.

#### Divisione
Una divisione (diviis) è una grande unità militare guidata da un generale subordinata ad un corpo d'armata. La divisione è più grande di una brigata (brigaad) ma più piccola di un corpo d'armata (korpus). Attualmente non ci sono divisioni tra le unità di fanteria della forza terrestre estone.
Di solito è composto da 20.000 a 35.000 soldati ed è ulteriormente suddiviso in brigate. Una divisione è composta da due a quattro brigate da 5000 a 8750 soldati ciascuna, oltre ad un capo divisione (diviisiiülem) che di solito è un maggior generale (kindralmajor). Il suo secondo in comando è un generale di brigata (brigaadikindral) come assistente di divisione (diviisiülema abi).
Una divisione è destinata ad operare su un campo di battaglia insieme ad altre divisioni su un fronte che copre più di due contee. C'è un elemento di supporto logistico nella struttura di una divisione che si basa su una brigata di riserva. Il trasporto in formazione è solitamente composto da 5000 a 7000 veicoli di trasporto tattico come il Mercedes-Benz Unimog 435.

### Struttura in tempo di pace

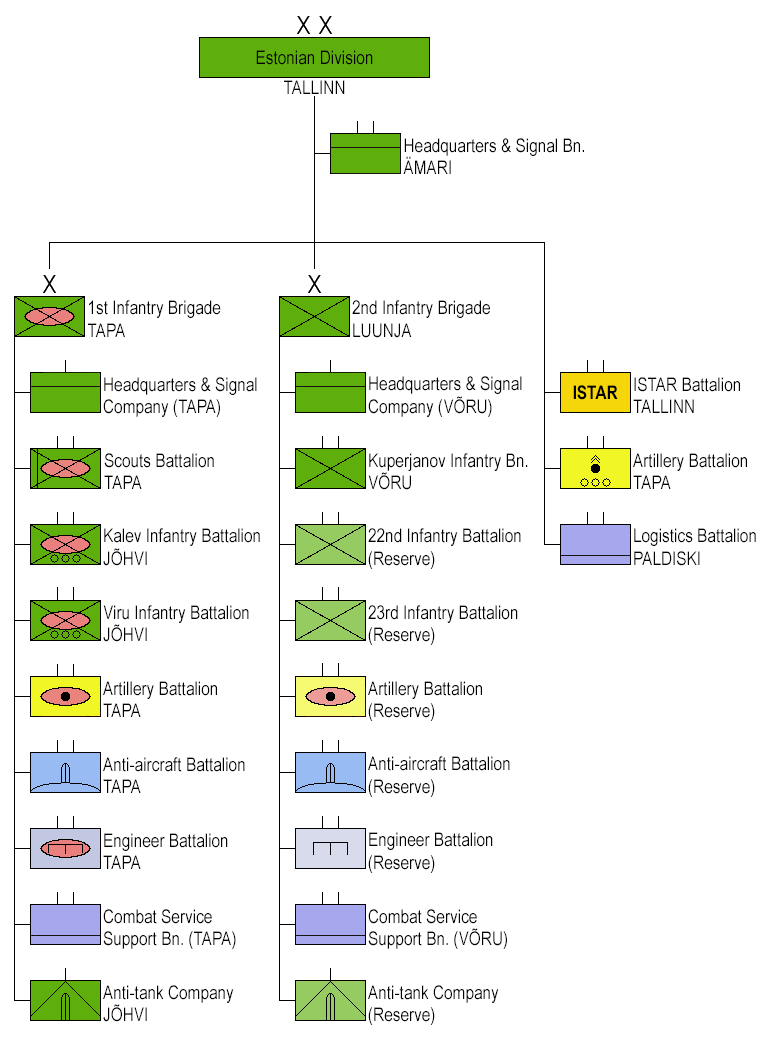
Principali formazioni di combattimento delle Forze di difesa estoni nel 2024

Le due brigate non sono completamente presidiate in tempo di pace. Le uniche unità completamente presidiate in ogni momento sono i due comandi di brigata, il Battaglione esploratori e l'EOD/Servizio di sminamento. La 2ª Brigata fanteria è stata attivata il 1 agosto 2014. La brigata continuerà ad attivare ulteriori unità per raggiungere la forza totale entro il 2022 al più tardi. Parallelamente la 1ª Brigata fanteria diventerà una brigata meccanizzata con veicoli da combattimento della fanteria cingolati e semoventi d'artiglieria. In tempo di guerra le due brigate saranno portate a pieno regime con soldati di riserva. Oltre alle due brigate delle forze terrestri, le Forze di difesa estoni schierano anche un gran numero di unità di fanteria leggera più piccole della Lega di difesa estone, che hanno rispettivamente il compito di difesa locale ed operazioni stay-behind.
- Comando delle Forze di difesa (Tallinn)
- 1ª Divisione[6] (Tallinn)
  - Quartier generale
  -  1ª Brigata di fanteria (Tapa)
    - Quartier generale (Tapa)
    -  Battaglione "Scout" (Tapa)
    -  Battaglione fanteria "Kalev" (Jõhvi)
    -  Battaglione fanteria "Viru" (Jõhvi)
    -  Battaglione contraerei (Tapa)
    -  Battaglione genio (Tapa)
    -  Battaglione supporto al combattimento (Tapa)
    -  Compagnia ricognizione (Tapa)
    -  Compagnia controcarri (Jõhvi)

  -  2ª Brigata di fanteria (Luunja)[7]
    - Quartier generale (Luunja)
    -  Battaglione fanteria "Kuperjanov" (Võru)
    - 22º Battaglione fanteria (riserva)
    - 23º Battaglione fanteria (riserva)
    -  25º Battaglione artiglieria (riserva)
    - Battaglione contraerei (riserva)
    - Battaglione genio (riserva)
    -  Battaglione supporto al combattimento (Võru)
    - Compagnia ricognizione (riserva)
    - Compagnia controcarri (riserva)

  -  Battaglione artiglieria (Tapa)
  - Battaglione ricognizione
  -  Battaglione logistico (Paldiski)
  -  Battaglione comunicazioni (Tallinn)

## Personale
Le forze terrestri hanno più di 2.700 soldati a tempo pieno e 3.100 coscritti. C'erano solo 15 donne nel 2013 in servizio di leva. In precedenza c'era un battaglione di fanteria completamente professionale, il Battaglione "Scout", nelle forze terrestri. Tuttavia, dal 2017, l'unità addestra anche i coscritti nel ruolo di fanteria meccanizzata.

### Addestramento
Le forze terrestri estoni organizzano ogni anno esercitazioni Spring Storm (Kevadtorm). 9.000 soldati parteciparono a questa esercitazione nel 2017.

### Gradi militari
Ufficiali
| Codice NATO | OF-10           | OF-10           | OF-9     | OF-9     | OF-8             | OF-8             | OF-7             | OF-7             | OF-6                | OF-6                | OF-5       | OF-5       | OF-4               | OF-4               | OF-3     | OF-3     | OF-2     | OF-2     | OF-1          | OF-1          | OF-1            | OF-1            | OF-1    | OF-1    | OF(D)           | OF(D)           | OF(D)           | OF(D)           | OF(D)           | OF(D)           | Allievo ufficiale | Allievo ufficiale | Allievo ufficiale | Allievo ufficiale | Allievo ufficiale | Allievo ufficiale |
| ----------- | --------------- | --------------- | -------- | -------- | ---------------- | ---------------- | ---------------- | ---------------- | ------------------- | ------------------- | ---------- | ---------- | ------------------ | ------------------ | -------- | -------- | -------- | -------- | ------------- | ------------- | --------------- | --------------- | ------- | ------- | --------------- | --------------- | --------------- | --------------- | --------------- | --------------- | ----------------- | ----------------- | ----------------- | ----------------- | ----------------- | ----------------- |
| Estonia     | Non equivalente | Non equivalente |          |          |                  |                  |                  |                  |                     |                     |            |            |                    |                    |          |          |          |          |               |               |                 |                 |         |         | Non equivalente | Non equivalente | Non equivalente | Non equivalente | Non equivalente | Non equivalente | Non equivalente   | Non equivalente   | Non equivalente   | Non equivalente   | Non equivalente   | Non equivalente   |
| Estonia     | Non equivalente | Non equivalente | Kindral  | Kindral  | Kindralleitnant  | Kindralleitnant  | Kindralmajor     | Kindralmajor     | Brigaadikindral     | Brigaadikindral     | Kolonel    | Kolonel    | Kolonelleitnant    | Kolonelleitnant    | Major    | Major    | Kapten   | Kapten   | Leitnant      | Leitnant      | Nooremleitnant  | Nooremleitnant  | Lipnik  | Lipnik  | Non equivalente | Non equivalente | Non equivalente | Non equivalente | Non equivalente | Non equivalente | Non equivalente   | Non equivalente   | Non equivalente   | Non equivalente   | Non equivalente   | Non equivalente   |
| Lühend      |                 |                 | kin      | kin      | kin-ltn          | kin-ltn          | kin-mjr          | kin-mjr          | brig-kin            | brig-kin            | kol        | kol        | kol-ltn            | kol-ltn            | mjr      | mjr      | kpt      | kpt      | ltn           | ltn           | n-ltn           | n-ltn           | lpn     | lpn     |                 |                 |                 |                 |                 |                 |                   |                   |                   |                   |                   |                   |
| Gradi       |                 |                 | Generale | Generale | Tenente generale | Tenente generale | Maggior generale | Maggior generale | Generale di brigata | Generale di brigata | Colonnello | Colonnello | Tenente colonnello | Tenente colonnello | Maggiore | Maggiore | Capitano | Capitano | Primo tenente | Primo tenente | Secondo tenente | Secondo tenente | Alfiere | Alfiere |                 |                 |                 |                 |                 |                 |                   |                   |                   |                   |                   |                   |

Sottufficiali e comuni
| Estonia    |                                         |                                         |                                         |                   |                   |                   |               |               |                          |                          |                 |                 |                 |                 |                 |                 |               |               |               |               |               |          |          |                |                |          |        |        |          |          |          |          |          |          |         |         |
| Ülemveebel | Ülemveebel                              | Ülemveebel                              | Staabiveebel                            | Staabiveebel      | Staabiveebel      | Vanemveebel       | Vanemveebel   | Veebel        | Veebel                   | Nooremveebel             | Nooremveebel    | Nooremveebel    | Nooremveebel    | Nooremveebel    | Nooremveebel    | Vanemseersant   | Vanemseersant | Vanemseersant | Vanemseersant | Vanemseersant | Vanemseersant | Seersant | Seersant | Nooremseersant | Nooremseersant | Kapral   | Kapral | Kapral | Kapral   | Kapral   | Kapral   | Reamees  | Reamees  |          |         |         |
| Lühend     | ü-vbl                                   | ü-vbl                                   | ü-vbl                                   | st-vbl            | st-vbl            | st-vbl            | v-vbl         | v-vbl         | vbl                      | vbl                      | n-vbl           | n-vbl           | n-vbl           | n-vbl           | n-vbl           | n-vbl           | v-srs         | v-srs         | v-srs         | v-srs         | v-srs         | v-srs    | srs      | srs            | n-srs          | n-srs    |        |        | kpr      | kpr      | kpr      | kpr      | kpr      | kpr      | rms     | rms     |
| Gradi      | Sergente maggiore delle forze terrestri | Sergente maggiore delle forze terrestri | Sergente maggiore delle forze terrestri | Sergente maggiore | Sergente maggiore | Sergente maggiore | Sergente capo | Sergente capo | Sergente di prima classe | Sergente di prima classe | Sergente scelto | Sergente scelto | Sergente scelto | Sergente scelto | Sergente scelto | Sergente scelto | Sergente      | Sergente      | Sergente      | Sergente      | Sergente      | Sergente | Sergente | Sergente       | Sergente       | Sergente |        |        | Caporale | Caporale | Caporale | Caporale | Caporale | Caporale | Soldato | Soldato |

## Equipaggiamento

### Armi
Sebbene le forze di difesa impieghino varie armi singole per fornire potenza di fuoco leggera a corto raggio, le armi standard utilizzate dalle forze terrestri sono le varianti migliorate a livello nazionale dei fucili d'assalto da 7,62 mm AK4 e da 5,56 mm Galil-AR, entrambi i quali sono programmati per essere sostituiti entro il 2021, così come la variante da 9 mm della mitragliatrice MP5 per la forza per le operazioni speciali. Le armi principali sono la 9x18mm Makarov PM e la pistola semiautomatica 9x19mm USP. Alcune unità sono integrate con una varietà di armi specializzate, tra cui il Galil-ARM e la mitragliatrice leggera Negev, per fornire fuoco di soppressione al livello di squadra di fuoco. Il fuoco indiretto è fornito dai lanciagranate M-69 e CG M3. Il fucile a doppia modalità da 18,53 mm Benelli-M3T viene utilizzato per l'apertura di porte e il combattimento ravvicinato. Le modifiche di produzione nazionale dei fucili automatici a fuoco selettivo M14 da 7,62 mm TP2 e Galil-S sono utilizzate dai cecchini, insieme ai fucili di precisione pesanti da 8,6mm Sako TRG e da 12.,7mm Hecate II usati dai tiratori scelti a lungo raggio. Vengono usate anche bombe a mano, granate a frammentazione e fumogene insieme ai sistemi di lanciagranate, come il HK-GLM ed il HK-79N.
Le forze di difesa impiegano anche varie armi fornite di equipaggio per fornire potenza di fuoco media e pesante a distanze superiori a quelle delle singole armi. La 7,62 mm MG-3 e la KSP-58 sono le mitragliatrici medie standard delle forze terrestri. La mitragliatrice pesante da 12,7 mm Browning M2HB è generalmente usata come mitragliatrice montata su un veicolo usata dalla fanteria motorizzata. La forza terrestre utilizza due tipi di mortaio per il supporto del fuoco indiretto quando l'artiglieria più pesante potrebbe non essere appropriata o disponibile. I più piccoli di questi sono il mortaio da 81 mm M252, i mortai B455 ed L16A1 che normalmente vengono assegnati alla fanteria a livello di compagnia. Ai livelli più alti, i battaglioni di fanteria sono supportati da una sezione di mortai da 120 mm M-41D e 2B11, che sono solitamente impiegati da unità motorizzate. Il supporto di fuoco per le unità di fanteria è fornito da obici trainati, inclusi gli obici da campo più leggeri da 122 mm D-30H63 e più pesanti da 155 mm FH-70.
Le forze terrestri utilizzano una varietà di missili a spalla, cannoni senza rinculo e missili guidati anticarro per fornire alla fanteria e alle unità meccanizzate una capacità anticarro. Il B-300 da 82 mm è un sistema missile a spalla anticarro portatile riutilizzabile. L'AT4 da 84mm è un proiettile non guidato che può distruggere corazzati e bunker a distanze fino a 500 metri. Il C90-CR da 90mm è un lanciagranate usa e getta, a spalla e azionato da un solo uomo. Alcune unità motorizzate sono supportate da cannoni senza rinculo Pvpj 1110 e M40-A1 montati su veicoli utilitari ad alta mobilità. I MILAN-2 da 115 mm con la capacità di fuoco notturno e i missili guidati anticarro a raggio laser MAPATS da 148 mm sono i principali sistemi d'arma anticarro delle forze terrestri. L'acquisto dei missili anticarro fire-and-forget da 127 mm FGM-148 Javelin aumenterà le capacità delle unità anticarro delle forze terrestri. Il Mistral da 90 mm è un missile terra-aria con homing ad infrarossi, che insieme ai cannoni a doppia canna da 23 mm ZU-23-2 montati sui camion costituiscono la spina dorsale della difesa aerea delle forze di difesa.

### Veicoli
Le forze terrestri attualmente non operano alcun carro armato da combattimento anche se alcuni tipi erano in servizio della forza di terra fino all'occupazione sovietica nel 1940. Negli ultimi anni il Ministero della Difesa ha indicato la necessità di ottenere i carri armati da combattimento entro il 2020 secondo il piano di sviluppo della difesa nazionale. Nel 2014, il veicolo da combattimento della fanteria CV9035 era il veicolo principale da combattimento ed il veicolo trasporto truppe di prima linea delle forze terrestri, era dotato di una torretta con cannone automatico da 35 mm e trasportava fino a 8 soldati completamente equipaggiati. I veicoli corazzati più comuni delle forze terrestri sono i veicoli corazzati della serie Pasi, alcuni dei quali sono stati inseriti in ruoli di ambulanza e veicoli di postazione di comando. I simili mezzi corazzati Pasi 180 e Pasi 188 sono i veicoli trasporto truppe standard delle forze terrestri. I Pasi XA-180, che sono stati acquisiti per primi, sono stati utilizzati anche dalle unità di spedizione delle forze di difesa in operazioni di mantenimento della pace in Asia centrale e in Africa. Negli ultimi anni i veicoli corazzati anfibi BTR-80 sono stati utilizzati come veicoli di addestramento e sono ora in fase di eliminazione.
Sebbene le forze terrestri attualmente non utilizzino obici semoventi o sistemi di lanciarazzi multipli, il Ministero della Difesa estone ha anche indicato la necessità di ottenere obici semoventi per la 1ª Brigata fanteria che sarà trasformata in una brigata meccanizzata. Sebbene le forze terrestri non dispongano di elicotteri utility, elicotteri d'attacco o aerei propri, gestisce diversi tipi di veicoli aerei a pilotaggio remoto e velivoli ad ala rotante. Attualmente non sono presenti droni armati operativi al servizio delle forze terrestri. Nel 2014, il Ministero della Difesa estone annunciò che l'Estonia, insieme ad altri 12 membri della NATO, prevede di acquistare il drone Global Hawk per aumentare le sue capacità di ricognizione militare.
I veicoli più comuni delle forze di difesa sono le serie camion multiuso Unimog e DAF e i veicoli utility leggeri come l'Unimog 416, l'Unimog 435, il DAF YA4440 e la MB 250GD. Ci sono anche una varietà di diversi veicoli logistici militari costruiti MAN e Sisu, come il MAN 4520, 4620, 4640, KAT1, ed il Sisu E13TP, in uso delle forze terrestri, che sono in grado di servire come veicoli trasporto merci/truppe, trattori d'artiglieria, piattaforma di armi e ambulanza, tra gli altri ruoli.

### Uniformi
La ESTDCU è la versione estone dell'uniforme mimetica digitale e i suoi vari modelli sono progettati per l'uso in ambienti boschivi, desertici, urbani e di guerra invernale. I soldati delle forze terrestri estoni ricevono anche l'elmetto da combattimento PASGT, il giubbotto balistico ed un dispositivo per la visione notturna.

## Piano di sviluppo della difesa
Quello che segue è un elenco parziale degli acquisti di attrezzature pianificati e in corso per le forze terrestri:
Armi piccole ed armi leggere
- Fucili d'assalto: 19.000 fucili LMT R20 Rahe acquistati nel 2019. Tutte le unità saranno equipaggiate con il nuovo fucile entro il 2022.[32]
- Mitragliatrici: nuove mitragliatrici da procurarsi tra il 2021 ed il 2024.[33]
- Fucili di precisione: nuovi fucili di precisione da acquistare tra il 2021 e il 2024.[33]

Veicoli blindati
- Veicoli trasporto truppe: 100-300 nuovi APC 6x6 per sostituire gli attuali modelli Sisu XA-188 e XA-180 entro il 2030.[34]

Semoventi d'artiglieria
- 18 K9 Thunder, previsti per il 2021.[35]

Sistemi anticarro
- Spike ~ 18 lanciatori LR da consegnare nel 2021.